# Prothema anguliferum
Prothema anguliferum es una especie de escarabajo longicornio del género Prothema, tribu Prothemini, subfamilia Cerambycinae. Fue descrita científicamente por Aurivillius en 1916.
La especie se mantiene activa durante el mes de abril.

## Descripción
Mide 9 milímetros de longitud.

## Distribución
Se distribuye por Malasia y Filipinas.